# Equilíbrio líquido-vapor
Equilíbrio líquido-vapor é o fenômeno que ocorre com todo líquido quando mantido em sistema fechado. O líquido tende a entrar naturalmente em equilíbrio termodinâmico com o seu vapor. Quando o sistema não é fechado, ocorre o que se chama de evaporação.
Esse equilíbrio termodinâmico está relacionado com o movimento relativo das moléculas em relação à película (interface) que divide a fase líquida e a fase vapor. Por causa do efeito da temperatura, as moléculas movimentam-se aleatoriamente umas em relação às outras, e nas imediações da interface líquido-vapor não é diferente, de forma que a todo momento há moléculas que atravessam a interface, tanto indo da fase líquido em direção à fase vapor como do vapor ao líquido. O equilíbrio líquido-vapor ocorre quando as taxas (isto é, a quantidade por unidade de tempo) das moléculas que atravessam a interface em um sentido (do líquido ao vapor) e no outro (do vapor ao líquido) se igualam. As informações das concentrações no equilíbrio líquido-vapor podem ser determinadas experimentalmente ou podem ser aproximadas com o auxílio da Lei de Raoult, Lei de Dalton e Lei de Henry.
Se o equilíbrio líquido-vapor se referir ao equilíbrio de uma substância pura, diz-se que a substância está saturada.
Imagine que, por causa da dinâmica molecular na região compreendida entre as duas fases, ocorre a formação de uma "nuvem" de vapor sobre o líquido. Essa "nuvem" é composta das moléculas que se movimentam nas cercanias da interface líquido-vapor. Eventualmente, o movimento das moléculas leva-as a se chocar contra a interface líquido-vapor. Como efeito das colisões das moléculas do vapor contra a interface, surge uma pressão sobre o líquido, que é chamada pressão de vapor.

## Aplicações do equilíbrio líquido-vapor
O estudo do equilíbrio líquido-vapor é especialmente importante aos engenheiros químicos no processo de análise e projeto de equipamentos de destilação. Tais equipamentos têm a finalidade de separar e purificar duas ou mais substâncias químicas através da concentração do componente mais volátil na fase vapor, enquanto o componente menos volátil permanece preferencialmente na fase líquida.
Quando se trata de separação de misturas, as misturas mais simples são aquelas homogêneas e que têm somente dois componentes. Essas misturas também são chamadas de misturas binárias.
Existem basicamente duas formas de se representar o equilíbrio líquido-vapor de uma mistura binária:
- Diagrama do ponto de bolha e do ponto de orvalho
- Diagrama do equilíbrio líquido-vapor

Para misturas com mais de dois componentes, existem representações gráficas mais elaboradas, tais como diagramas ternários etc. Entretanto, quanto maior o número de componentes em uma mistura, mais difícil é a representação gráfica do mecanismo de separação.

## Ponto de bolha e ponto de orvalho

Animação de uma experiência hipotética que mostra o levantamento do diagrama do ponto de bolha de uma mistura binária

No caso de uma substância pura e líquida, se mantivermos a pressão constante, o aquecimento provoca aumento de temperatura até um certo ponto (ponto de ebulição) a partir do qual a substância passa a se transformar da fase líquida para a fase vapor, com estacionamento da temperatura. Isso caracteriza a ebulição do líquido.
Entretanto, quando consideramos uma mistura binária, por exemplo, existem ali duas substâncias diferentes, com pontos de ebulição diferentes entre si. Quando se aquece essa mistura, mantida constante a pressão, há um certo momento em que se forma a primeira bolha de vapor. Este ponto é o chamado ponto de bolha da mistura. O aquecimento adicional causará aumento gradual na temperatura do líquido, diferentemente de uma substância pura, na qual a temperatura estaciona nessa etapa de mudança de fase.
De forma análoga, se em vez de líquido tivermos o vapor de uma substância pura a pressão constante, uma vez diminuída a temperatura, haverá um ponto (ponto de condensação) a partir do qual a temperatura estaciona e passa a ocorrer a mudança de fase do vapor para a fase líquida.
No caso de uma mistura binária, porém a redução de temperatura em certo momento provoca a formação da primeira gota de líquido. Este ponto é chamado de ponto de orvalho da mistura. O resfriamento adicional do vapor resultará em diminuição gradual na temperatura e não o seu estacionamento, como seria de se esperar em uma substância pura.
Como é de se prever, o ponto de bolha e o ponto de orvalho dependem da proporção de cada um dos componentes presentes na mistura.